# Padre nostro
Il Padre nostro (in latino Pater Noster; in greco antico: Πάτερ ἡμῶν?, Páter hēmôn), così chiamato dalle parole iniziali, detto anche Preghiera del Signore (in latino: Oratio Dominica), è la più conosciuta delle preghiere cristiane.
Sono note due versioni della preghiera: la formula riportata nel Vangelo secondo Matteo durante il Discorso della Montagna (Matteo  6,9-13), e la forma più breve secondo quanto riportato nel Vangelo secondo Luca (11,1), quando, mentre egli si era ritirato in preghiera, uno dei discepoli presenti gli chiese che insegnasse loro a pregare, così come Giovanni Battista aveva insegnato ai suoi discepoli.
Nel testo di Matteo, le prime quattro richieste sono rivolte a Dio; mentre le rimanenti quattro riguardano il genere umano. Solamente il Vangelo secondo Matteo presenta le frasi "sia fatta [obbedita] la tua volontà", e "Liberaci dal male (maligno)". Entrambi i testi greci contengono l'aggettivo epiousios, che non è attestato in altri autori del greco classico né del periodo della koinè; sebbene dibattuta, la parola "[pane] quotidiano" è stata la scelta di traduzione più comune per questo termine greco, sia in italiano sia in altre lingue moderne.
La Didaché riporta un testo molti simile a quello odierno, che si conclude con la dossologia minore.
Matteo 6,9-13 (CEI 2008)
Voi dunque pregate così: / «Padre nostro che sei nei cieli, / sia santificato il tuo nome; / venga il tuo regno;/ sia fatta la tua volontà, / come in cielo così in terra. / Dacci oggi il nostro pane quotidiano, / e rimetti a noi i nostri debiti / come anche noi li rimettiamo ai nostri debitori,/ e non abbandonarci alla tentazione,/ ma liberaci dal male».
Luca 11,2-4 (CEI 2008)
Ed egli disse loro: «Quando pregate, dite:/ Padre, sia santificato il tuo nome, / venga il tuo regno; / dacci ogni giorno il nostro pane quotidiano,/ e perdona a noi i nostri peccati, / anche noi infatti perdoniamo a ogni nostro debitore, / e non abbandonarci alla tentazione».
Didaché, cap. VIII, 2-3
Pregate dunque così:
Padre nostro che sei nel cielo, sia santificato il tuo nome, venga il tuo regno, sia fatta la tua volontà come in cielo così sulla terra. Dacci oggi il nostro pane quotidiano, e rimetti a noi il nostro debito, come pure noi lo rimettiamo ai nostri debitori, e non ci indurre in tentazione, ma liberaci dal male; perché tuo è il potere e la gloria nei secoli. 3. Così pregherete tre volte al giorno.
Secondo Tertulliano, il Padre nostro è il compendio e la sintesi di tutto il Vangelo.

## Testo

### Traduzione in greco
Testo greco
Πάτερ ἡμῶν ὁ ἐν τοῖς οὐρανοῖς,
ἁγιασθήτω τὸ ὄνομά σου·
ἐλθέτω ἡ βασιλεία σου·
γενηθήτω τὸ θέλημά σου,
ὡς ἐν οὐρανῷ καὶ ἐπὶ τῆς γῆς·
τὸν ἄρτον ἡμῶν τὸν ἐπιούσιον δὸς ἡμῖν σήμερον·
καὶ ἄφες ἡμῖν τὰ ὀφειλήματα ἡμῶν,
ὡς καὶ ἡμεῖς ἀφίεμεν τοῖς ὀφειλέταις ἡμῶν·
καὶ μὴ εἰσενέγκῃς ἡμᾶς εἰς πειρασμόν,
ἀλλὰ ῥῦσαι ἡμᾶς ἀπὸ τοῦ πονηροῦ.
[Ὅτι σοῦ ἐστιν ἡ βασιλεία καὶ ἡ δύναμις καὶ ἡ δόξα εἰς τοὺς αἰῶνας·]
ἀμήν.
Traslitterazione:
Páter hēmôn, ho en toîs ouranoîs
hagiasthḗtō tò ónoma sou;
elthétō hē basileía sou;
genēthḗtō tò thélēma sou,
hōs en ouranôi, kaì epì tês gês;
tòn árton hēmôn tòn epioúsion dòs hēmîn sḗmeron;
kaì áphes hēmîn tà opheilḗmata hēmôn,
hōs kaì hēmeîs aphíemen toîs opheilétais hēmôn;
kaì mḕ eisenénkēis hēmâs eís peirasmón,
allà rhûsai hēmâs apò toû ponēroû.
[Hóti soû estin hē basileía, kaì hē dýnamis, kaì hē dóxa eis toùs aiônas;]
Amḗn.

### Traduzione italiana dal greco
Padre nostro che sei nei cieli,
sia santificato il tuo nome
venga il tuo regno,
si attui la tua volontà,
come nel cielo così sulla terra.
il pane nostro quotidiano da' a noi oggi;
e rimetti a noi i nostri debiti,
come anche noi li rimettiamo ai nostri debitori;
e non ci indurre in tentazione,
ma liberaci dal dolore.
[perché tuo il regno e la potenza e la gloria nei tempi]
Amen.

### Traduzione latina (Vulgata)
Pater noster, qui es in caelis,
sanctificetur nomen tuum,
adveniat regnum tuum,
fiat voluntas tua,
sicut in caelo, et in terra.
Panem nostrum supersubstantialem da nobis hodie;
et dimitte nobis debita nostra,
sicut et nos dimittimus debitoribus nostris;
et ne nos inducas in tentationem
sed libera nos a malo. Amen.

### Traduzione latina (Nova vulgata)
Pater noster, qui es in caelis,
sanctificetur nomen tuum,
adveniat regnum tuum,
fiat voluntas tua,
sicut in caelo, et in terra.
Panem nostrum supersubstantialem da nobis hodie;
et dimitte nobis debita nostra,
sicut et nos dimittimus debitoribus nostris;
et ne inducas nos in tentationem,
sed libera nos a Malo.
L'aggettivo supersubstantialem dell'originale traduzione della Vulgata è stato sostituito successivamente da cotidianum nell'uso liturgico cattolico.
Nel testo liturgico viene adottata la variante ne nos inducas in tentationem. Tale espressione presenta una particolarità grammaticale tipica del latino postclassico: l'imperativo negativo nel latino classico era espresso con la forma ne + congiuntivo perfetto ovvero ne nos induxeris in tentationem, mentre la Vulgata usa il congiuntivo presente.

### Traduzioni in lingua italiana per la liturgia
Traduzione in lingua italiana e in uso nella liturgia cattolica
Padre nostro, che sei nei cieli,
sia santificato il tuo nome,
venga il tuo regno,
sia fatta la tua volontà, come in cielo così in terra.
Dacci oggi il nostro pane quotidiano,
e rimetti a noi i nostri debiti
come anche noi li rimettiamo ai nostri debitori,
e non abbandonarci alla tentazione,
ma liberaci dal male.
Traduzione in lingua italiana e in uso presso la Chiesa evangelica valdese
Padre nostro, che sei nei cieli,
sia santificato il tuo nome,
venga il tuo regno,
sia fatta la tua volontà, come in cielo anche in terra.
Dacci oggi il nostro pane necessario,
e rimetti a noi i nostri debiti,
come anche noi li rimettiamo ai nostri debitori
e non esporci alla tentazione,
ma liberaci dal Male.
Tuo è il Regno, la potenza e la gloria nei secoli dei secoli.
Amen.
Le differenze rispetto alla versione in uso nella liturgia cattolica sono indicate in grassetto.

### Analisi del testo secondo la Comunione Anglicana
La suddivisione rispetta il Libro delle preghiere comuni (Books of common prayer) del 1662 in uso presso la Chiesa Anglicana:
Introduzione
Padre nostro, che sei nei cieli
Questa frase spiega che Dio Padre è e vive in Paradiso. La parola nostro indica che esiste una famiglia dei Figli di Dio, tali che lo possono chiamare Padre.
In teologia, si parla di trascendenza della Prima Divina Persona della Santissima Trinità, che è Dio Padre.
Tale trascendenza diventerà vera anche per Gesù dopo la l'Ascensione al cielo, che segue la resurrezione dalla morte in croce e la Pentecoste. Dopo l'Ascensione, Egli siede alla destra del (trono regale di) Dio Padre, secondo il Vangelo e secondo il Credo.
Con la Pentecoste viene donato lo Spirito Santo Dio, chiamato Paraclito (dal greco Consolatore) col compito di permanere e operare nella vita terrena del genere umano, quindi non trascendente, fino alla Seconda venuta di Gesù Cristo.
Prima richiesta
Sia santificato il tuo nome
L'arcivescovo di Canterbury Rowan Williams commenta questa frase come la richiesta che i fedeli rivolgono a un Dio il cui nome è sacro, che ispira un timore reverenziale, e che essi non possono ridurre a uno strumento per i propri fini, "per sottomettere il prossimo, oppure come qualcosa di magico per assicurarsi la salvezza". Unendo i due significati della frase, si può concludere che: "Capire di cosa si sta parlando quando si parla di Dio, questo è grave, questa è la realtà più meravigliosa e spaventosa che possiamo immaginare, più meraviglioso e spaventoso di quanto possiamo immaginare."
Seconda richiesta
Venga il tuo regno
Questa petizione ha il suo parallelo nella preghiera ebraica,' possa egli stabilire il suo regno durante la vostra vita e durante i vostri giorni.' nei Vangeli Gesù parla spesso del Regno di Dio, ma non definisce mai il concetto: "egli assunse che questo era un concetto così familiare che non necessitava di ulteriori chiarimenti" riguardo a come il pubblico di Gesù nei Vangeli lo avrebbe capito.
G. E. Ladd pone l'accento sul concetto di fondo della Bibbia ebraica: "la parola ebraica Malkuth [...] si riferisce in primo luogo ad un Regno, dominio, o regola e soltanto secondariamente al Regno su cui un Regno è esercitato. [...] Quando il termine Malkuth è usato in riferimento a Dio, si riferisce quasi sempre alla sua autorità o al suo governo come il re celeste ". Questa richiesta guarda all'istituzione perfetta della legge di Dio nel mondo futuro, un atto del Dio che porta ad un ordine escatologico della nuova era.
La richiesta che venga il Regno di Dio è comunemente interpretata nel modo più letterale: come riferimento alla credenza, comune al momento, che un Messia sarebbe stato inviato da Dio per dare inizio al Suo regno nella vita terrena del genere umano. [citazione stata necessaria] Tradizionalmente, la venuta del Regno di Dio è vista come un dono divino per cui pregare, non come un risultato umano. [citazione stata necessaria] Questa idea è spesso contestata da gruppi che credono che il Regno verrà per mano di quei fedeli che lavorano per un mondo migliore. Questi credono che i comandi di Gesù per sfamare gli affamati e rivestire i bisognosi siano il Regno a cui si riferiva. [citazione stata necessaria]
Hilda C. Graef nota che la parola greca in questione, Basileia, significa sia Regno che regalità (cioè, Regno, dominio, governo, ecc), mentre la traduzione in inglese la parola perde questo doppio significato. Il significato di regalità aggiunge un significato psicologico, soggettivo, alla richiesta: si prega anche perché l'anima nel corpo adatti la sua libera volontà alla volontà di Dio.
Terza richiesta
In cielo così come in terra
In Paradiso si trovano soltanto i santi: angeli rimasti fedeli a Dio, pochi assunti al cielo in anima e corpo, e le anime dei morti già salvate. Per tutti loro, ciò  è sempre vero: volontà e operato di tutti loro nella vita terrena sempre compiono, sono adatti e graditi alla volontà di Dio.
La traduzione della liturgia valdese esplicita questa idea, comune anche al credo cattolico, e non solo. La richiesta diviene che anche in terra il genere umano ancora peccatore, e che deve salvarsi, adegui (o dia forma a) il proprio volere secondo ciò che vuole Dio: in pensieri, parole ed opere. Non solo anche, ma così in terra, con la stessa determinazione e perfezione propria delle creature che vivono in cielo, pienamente partecipi della vita trinitaria e della Sua perfezione in ogni qualità.
John Ortberg interpreta questa frase del Padre Nostro, come segue: "molte persone pensano che il compito di ognuno di noi sia soltanto quello di curarsi e infine ottenere la propria salvezza dopo la morte. Ma Gesù non disse mai a nessuno, né ai suoi discepoli né a noi, di pregare,' Portami fuori di qui così posso andare lassù .' La sua preghiera era quella di vivere e operare qui in terra così come in cielo. Quindi, la richiesta che "la tua volontà sia fatta" è l'invito di Dio a "unirsi a lui nel rendere le cose qui il modo in cui sono in cielo."
Agostino d'Ippona scrisse De civitate dei, descrivendo una società terrena costruita dal genere umani mediante l'aiuto ed imitazione di Gesù, ad immagine e somiglianza della Gerusalemme Celeste, ordinata alla verità e giustizia proprie di ogni parola ed opera divina.

## Il Padre Nostro nella Bibbia

### Il racconto evangelico
Nei due vangeli, è Gesù che insegna il Padre Nostro ai suoi discepoli per insegnar loro il modo corretto di pregare. Si deve ricordare che la religiosità ebraica del tempo era molto rigida e aveva riti e orazioni molto precisi. La relazione con Dio era qualcosa di molto delicato, e per questo i discepoli chiesero a Gesù di indicar loro il modo corretto di rivolgersi a Lui, evidenziando così la completa fiducia che riponevano nel suo insegnamento.
Con la preghiera che insegnò loro, Gesù cercò di rompere con l'attitudine che tendeva ad allontanare l'uomo da Dio, e trovò nella semplicità lo strumento che facilitasse il dialogo con Dio, che Gesù chiamò ed insegnò a chiamare "Padre".
In altri passi del Nuovo Testamento Gesù chiama Dio anche con un più confidenziale e meno tradizionale ebraico Abbà, citato per la sua importanza anche nei testi tradotti in italiano, e che può essere reso col nostro papà.

### Versioni del Padre Nostro

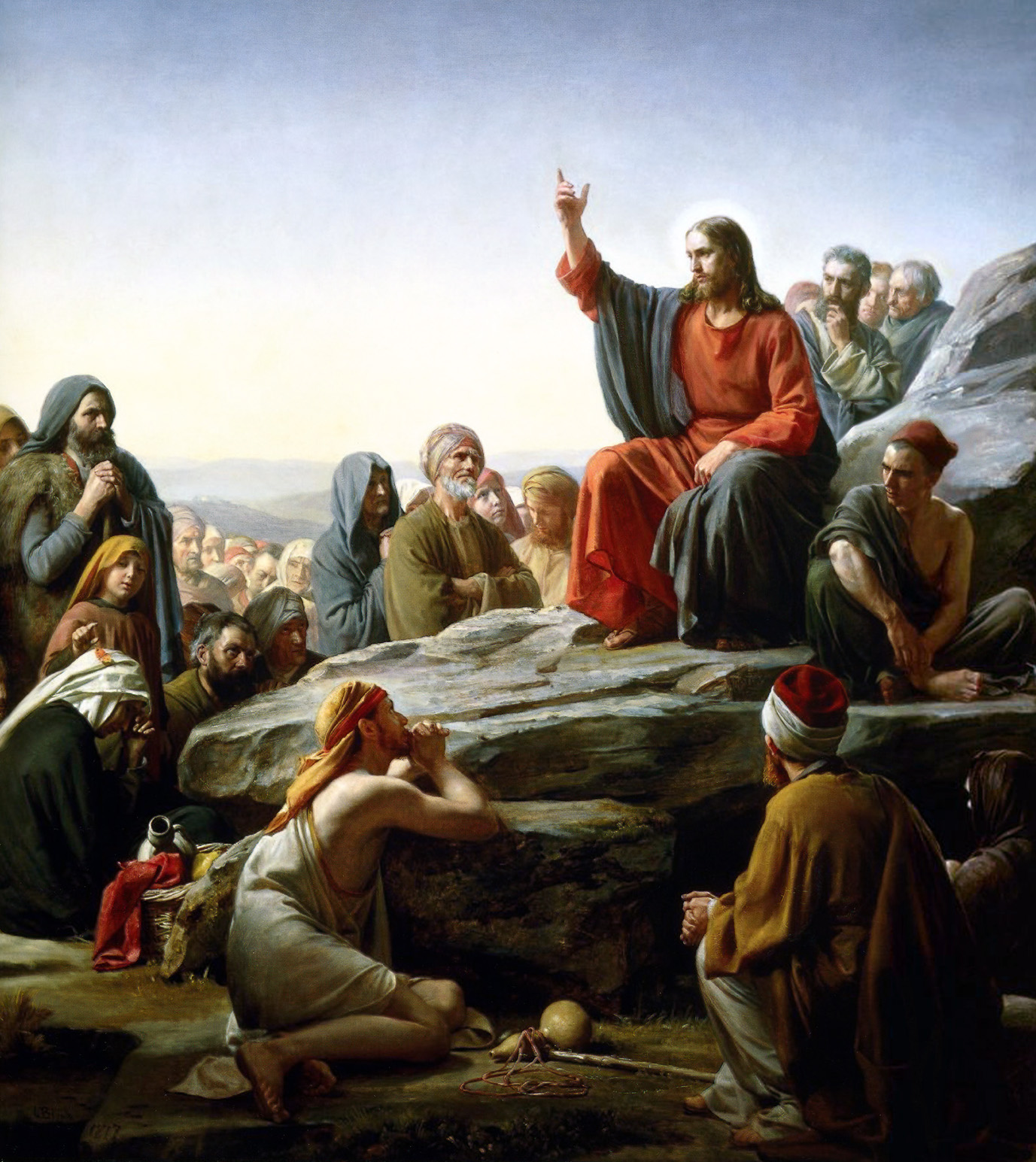
Il Discorso della Montagna, dipinto da Carl Heinrich Bloch (1890)

Nei vangeli sinottici la preghiera del Padre Nostro è presente in due forme leggermente diverse in Matteo e Luca.

#### Racconto di Matteo
La versione di Matteo (Mt 6,9-13) è di tenore più ebraico. La preghiera appare nel contesto del Discorso della Montagna: Gesù aveva già iniziato la sua vita pubblica e, per il fatto di essere un predicatore già conosciuto, raccolse molta gente disposta a ricevere i suoi insegnamenti. Decise dunque di salire su un monte perché tutti potessero sentirlo, e da qui pronunciò, secondo Matteo, un discorso che riunisce molti dei passaggi salienti di tutta la sua predicazione: le beatitudini (Mt 5,1-12), la comparazione dei discepoli con la luce del mondo (Mt 5,14-16), le sue posizioni sulla Legge di Mosè (Mt 5,17-20) e i suoi commenti ai comandamenti (Mt 5,21-37).
Il contesto in cui Gesù espose il Padre Nostro è in risposta a coloro – sia giudei sia gentili – che hanno convertito la preghiera, come anche la carità, in un atto meramente esteriore (Mt 6,5-8). Gesù raccomanda di pregare in segreto e con semplicità, ed offre il Padre Nostro ai suoi come esempio di preghiera con la quale rivolgersi al Padre.

#### Racconto di Luca
In Luca il testo della preghiera viene inserito in un contesto diverso: l'evangelista racconta infatti (cf. Lc 11,1-4) che, dopo che Gesù ebbe finito di pregare in un luogo, uno dei suoi discepoli gli chiese di insegnar loro a pregare, ed Egli dunque pronunciò il Padre Nostro.

#### Confronto delle versioni
Luca racconta che uno dei discepoli chiese a Gesù di insegnar loro a pregare subito dopo un suo momento di preghiera personale. In Matteo non si legge della richiesta del discepolo, ma fu iniziativa di Cristo l'insegnamento del Padre Nostro.
Le differenze fra le due versioni sono le seguenti:
- L'invocazione: Luca invoca Dio solo come "Padre", mentre Matteo come "Padre nostro che sei nei cieli";
- In Luca non c'è la richiesta della realizzazione della volontà di Dio sulla terra come in cielo;
- In Luca non si menziona l'invocazione finale "liberaci dal male / Maligno".
- Luca usa "peccati" invece del più giuridico "debiti".

La concordanza è per tutte le traduzioni fra Luca 11,1-4 e Matteo 6,9-15.
Il verso "eccedente" in Matteo 6,13, non è presente nelle altre traduzioni della Bibbia (e nemmeno nel testo greco), e in ogni caso è una preghiera che si pronuncia durante la Santa Messa. Le altre traduzioni, rendono Matteo 6,14 con un «perdonare i peccati», dove peccato è sinonimo di debito con Dio, come nel testo di Luca.
Lo sfondo dei due racconti è lo stesso: Gesù mostra alla sua gente qual è la forma corretta di rivolgersi a Dio. Matteo presenta Gesù mentre parla alle folle, mentre Luca riferisce la preghiera in un secondo momento, dove Gesù risponde «ad uno dei suoi discepoli, [..] dicendo loro» (Luca 11,1-2), parlando comunque a una pluralità di persone presenti.

#### Ipotesi sulle differenze fra Matteo e Luca
Vi sono tre ipotesi sulle differenze fra i racconti del Padre Nostro che ci rendono i due vangeli.
Se si assume che Gesù abbia pronunciato una sola volta il Padre Nostro, si conclude che uno dei due vangeli è più fedele ai fatti, e l'altro un po' meno:
- se il testo di Luca fosse quello più vicino alle parole di Gesù, significherebbe che, al momento di trasmetterle, in alcuni casi si sarebbero aggiunte piccole perifrasi, pervenendo così alla versione di Matteo;
- se fosse il testo di Matteo quello più fedele al discorso originale, allora i cristiani abbreviarono, nella tradizione raccolta da Luca, la preghiera, verosimilmente per dimenticanza.

La terza ipotesi presume che Gesù avesse pronunciato in più occasioni il Padre Nostro:
- la preghiera era un elemento fondamentale per Gesù, e quindi molto probabilmente ripeté molte volte il Padre Nostro, anche per favorirne l'apprendimento da parte dei suoi discepoli. Matteo e Luca avrebbero raccolto questa orazione in momenti diversi.

In effetti, le differenze fra le due versioni del Padre Nostro sono piuttosto marginali: la Chiesa primitiva optò per il testo di Matteo, probabilmente perché più adorno e bilanciato.
La differenza fra le due versioni può altresì indicare che Gesù non volesse suggerire una preghiera da recitare a memoria, ma un modello da seguire rivolgendosi al Padre.

### L'incorporazione della dossologia finale
Esistono alcune formule di dossologia che possono in alcune occasioni specifiche concludere la preghiera:
- "Perché tuo è il regno, la potenza e la gloria nei secoli" di uso liturgico cattolico;
- "Perché tuo è il regno, tua la potenza e la gloria nei secoli" di uso cattolico, secondo il rito ambrosiano
- "Perché tuo è il regno, la potenza e la gloria, nei secoli dei secoli" di uso protestante;
- "Perché tuo è il potere e la gloria Padre, Figlio e Spirito Santo nei secoli" di uso bizantino.

In questa parte della preghiera si manifesta il totale riconoscimento da parte dell'orante che Dio è un essere assoluto e supremo, che non ha inizio né fine. Molto verosimilmente si tratta di un'aggiunta sorta attorno al II-III secolo: secondo Joachim Jeremias, non sarebbe stato accettabile che la preghiera terminasse con la parola "tentazione", e per questo motivo la Chiesa primitiva aggiunse per l'uso liturgico tale dossologia, basandosi probabilmente sul testo di 1 Cronache 29,11-13.

### Nella liturgia ebraica
Padre nostro che sei nei cieli è la frase iniziale di numerose preghiere ebraiche.

Il Qaddish dell'età del Secondo Tempio recitava: « Il grande Nome sia magnificato e santificato… Domini il Regno… Il grande Nome sia benedetto nei secoli dei secoli… ».

### Nell'Antico Testamento
In Ezechiele 36,23-28, Dio promette che "santificherà il suo nome".
In Isaia 29,23, viene profetizzato che "tutti gli uomini santificheranno il tuo nome".
La santificazione del nome di Dio è contenuta in alcune profezie dell'Antico Testamento.

## Uso del Padre Nostro
(Adrienne von Speyr)

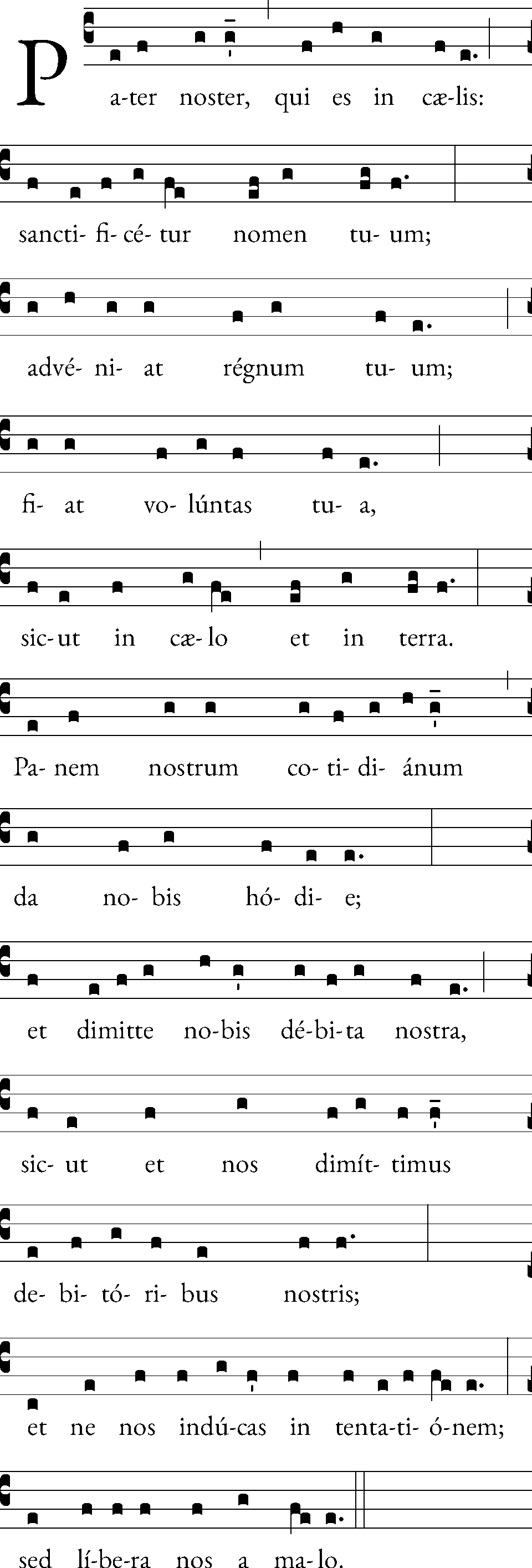
Il Pater Noster in cantus planus

Questa preghiera ha un largo impiego sia nella preghiera privata sia nella preghiera pubblica delle Chiese cristiane, dove viene recitata o cantata coralmente. Il canto gregoriano la presenta in una melodia probabilmente molto antica.
I cattolici di rito latino e di rito bizantino usano recitarla o cantarla durante la Messa, dopo la preghiera eucaristica. Nella liturgia delle ore viene recitata nelle lodi mattutine e nei vespri. Nel Rosario viene anteposta a ogni decina di Ave Maria. Ricorre poi nella recita di innumerevoli devozioni, talvolta accompagnata da un Ave Maria e da un Gloria.
Alcuni ordini religiosi hanno introdotto delle innovazioni nella recita del Padre Nostro. L'ordine dei ricostruttori nella Preghiera è solito celebrare il Padre Nostro durante la Messa con pause di silenzio di alcuni secondi, per separare e sottolineare i punti più importanti della preghiera. Altra innovazione è la recita del Padre nostro tenendosi per mano, come nelle Agape cristiana.

### L’uso nella Santa Messa
Nella celebrazione eucaristica secondo il messale romano di Paolo VI, il Padre Nostro viene recitato dal celebrante e dall’assemblea dopo la preghiera Eucaristica e viene preceduta dalla formula, letta o cantata dal celebrante, «Obbedienti alla parola del Salvatore e formati al suo divino insegnamento, osiamo dire:» o da altre formule contenute nel Messale. Nella messa solenne può essere sia cantato in italiano che in latino, accompagnato dall’organo oppure a cappella.
Nel rito tradizionale della Messa tridentina, il Pater Noster viene sempre dopo la preghiera eucaristica. Nella messa solenne viene cantato o recitato dal solo celebrante fino a tentatiónem; nella messa bassa l'assemblea può recitarlo insieme al sacerdote. Questa facoltà prima dell'edizione del Messale romanum del 1962 era stata concessa per indulto ad alcuni luoghi, tra cui tutta la Francia, mentre non era prevista dal Messale.

## Questioni teologiche e di traduzione
- venga il tuo regno: la preghiera non chiede che arrivi qualcosa che è solo nei Cieli e che sulla Terra ancora non esiste; al contrario, il Regno di Dio è iniziato sulla Terra con l'incarnazione di Cristo e la preghiera chiede che si estenda il più possibile.[29]
- sia fatta la tua volontà come in cielo così in terra: la richiesta sembrerebbe non motivata per quanto riguarda il Cielo o Paradiso nel quale vivono gli angeli santi rimasti fedeli a Dio, che non possono modificare la propria volontà di servirLo, e le anime di coloro che si sono salvati obbedendo alla Sua legge e volere. In questo senso, è naturale e inevitabile che costoro eseguano la volontà di Dio per quanto sia dato loro operare sulla Terra. La richiesta quindi significherebbe che la volontà sia fatta in Terra così come accade da sempre e per sempre in Cielo (fatta salva la caduta degli angeli). La versione inglese recepisce questo aspetto dicendo: Thy will be done in earth, as it is in heaven. Tuttavia, Cipriano commenta:

(La preghiera , n. 17)
- pane quotidiano: il termine greco epiousion rimaneva, già per Origene, di dubbia interpretazione. Esso potrebbe essere tradotto letteralmente "supersostanziale" ("al di sopra della ousìa", dell'essenza, riferito al pane eucaristico che nutre il corpo e l'anima), ma anche più semplicemente potrebbe significare "quotidiano" (la razione che sta sopra il piatto di ogni giorno). Da questa ambiguità del testo greco originale derivano le differenti traduzioni della parola nelle diverse lingue moderne.
- Rimetti a noi i nostri debiti (pronunciato da Gesù Cristo): poiché la preghiera chiede il perdono dei peccati, alcuni si sono chiesti se Gesù l'avesse proposta per sé stesso o per i suoi discepoli. Nel primo caso parrebbe in contrasto con il dogma della impeccabilità di Gesù, e quindi tradizionalmente l'espressione è stata interpretata come una richiesta formulata per i discepoli. 
  - Il Sacramento della Penitenza è proprio basato su questo assunto, secondo il quale il perdono non può mai essere un atto gratuito e unilaterale di Dio, ma oltre al pentimento sincero del richiedente, impone anche un'ulteriore e diversa azione riparatoria, che appunto dà il nome al sacramento.
  - Anselmo d'Aosta, santo e dottore della Chiesa, in Cur Deus homo spiega che il peccato è un tipo di debito (Luca 11:4: e perdonaci i nostri peccati, / perché anche noi perdoniamo ad ogni nostro debitore,/ e non ci indurre in tentazione».), un debito di pena dell'uomo verso Dio, che può essere compensato con un atto meritorio e risarcitorio del debito contratto col disonore recato da qualcuno a Dio. Non necessariamente il peccatore è chi prega, l'azione riparatoria può essere un atto in nome e per conto di persone terze.
  - La preghiera è un sacrificio riparatorio offerto a Dio, che, onorando e glorificando Lui, ripara, pone rimedio al singolo o al prossimo che hanno offeso Dio, violando la Sua legge. Pertanto, come il peccato è un debito, così anche rimettere i debiti equivale a perdonare i peccati: è la giustizia compensatoria, non la giustizia distributiva, vale a dire un tipo di giudizio e di esperienza di Dio in cui ancora nulla viene creato o donato gratuitamente e con prodigalità, ma dove semplicemente Egli usa nei confronti di chi Lo invoca, il medesimo metro che l'uomo ha verso il suo prossimo. In tutto questo, resta sottinteso il fatto che Dio è Sommo Bene e Somma Perfezione di ogni qualità, e in quanto tale mai può avere né peccati né debiti (o responsabilità, o doveri) verso alcuna delle sue creature.
  - come noi li rimettiamo ai nostri debitori traduce col tempo presente un aoristo, relativo ad un probabile semitismo: l'aoristo rende quello che in ebraico era un tempo perfetto, indicante un'azione iniziata e non conclusa nel passato, avente delle conseguenze nel presente. Mentre il perfetto ebraico è ordinariamente tradotto col presente o passato remoto italiani, l'aoristo greco si traduce col passato remoto e non con il presente, come fatto in questo caso: di qui, l'ipotesi del semitismo.
- Non ci indurre (in-ducas, traduzione letterale del verbo greco composto eis-phéro) in tentazione (nuova traduzione CEI: non ci abbandonare alle tentazione): le traduzioni nelle varie lingue moderne non sempre rendono al meglio il significato originale di questa richiesta; in particolare la parola italiana "indurre" è un calco fedele del latino inducas, a sua volta traduzione del greco. La frase probabilmente va interpretata come «Non permettere che cadiamo quando siamo tentati»: la preghiera chiederebbe dunque la forza necessaria per vincere la tentazione, piuttosto che di essere esentati dalla prova che, oltre tutto, giungerebbe da Dio stesso. In questo senso, Giacomo 1:13-15[30]:

(Giacomo 1:13-15)
- - Agostino d'Ippona a più riprese sul problema del male morale, dell'anima, afferma che Dio non può compiere il male, ma lascia che accada, che Satana e i suoi angeli lo pongano in atto. Propriamente, Dio non tenta nessuno verso il peccato, ma lascia che altri inducano gli uomini a cadervi, come prova della fede, e come fu anche per Gesù nelle tentazioni subite nel deserto. Infatti, circa la tentazione, san Paolo Apostolo scriveva così alla comunità cristiana di Corinto:

(Prima lettera ai Corinzi 10:13)
- - Tertulliano, autore de La preghiera, scrive:[31]

(La preghiera, cap. VIII)
- - Cipriano di Cartagine in La preghiera del Signore traduce Matteo 6:9-13[32] con "Non permettere che siamo indotti in tentazione", escludendo, come Tertulliano, che Dio possa tentare l'uomo, e riconducendo la tentazione all'opera di Satana e dei suoi demoni.[33]
  - il Catechismo maggiore di san Pio X recita:[34]

Nella sesta domanda: e non ci indurre in tentazione, chiediamo a Dio che ci liberi dalle tentazioni, o non permettendo che siamo tentati, o dandoci la grazia di non essere vinti»
- - il latino in-ducas e il greco eis-enenkes riflettono anche un aspetto peculiare della teologia biblica, in cui l'affermazione dell’unicità di Dio e della sua azione nel mondo porta alla drammatica consapevolezza che sia Dio stesso a "condurre" il credente "verso la prova" (come è narrato, per esempio, nel Libro di Giobbe).
  - La versione presente nel lezionario pubblicato nel dicembre 2007 dalla Conferenza Episcopale Italiana propone la traduzione «non abbandonarci alla tentazione»[35]. La nuova lezione si pone in relazione con «Io sono con te e ti proteggerò dovunque andrai, non ti abbandonerò» (Gn 28,15) e "Io sono con voi tutti i giorni fino alla fine del mondo" (MT 28,20).

Alcuni vangeli apocrifi hanno un'altra forma per la frase in questione, argomentando implicitamente che Dio non può tentare i suoi fedeli.
- Liberaci dal male: sia il latino malo (ablativo), sia il greco ponerou (genitivo), non permettono di distinguere se si tratti di un sostantivo neutro (che si riferisca al "male" come concetto astratto) o maschile (il "Maligno", cioè il tentatore, il Diavolo, Satana). In questo senso si esprime Gesù stesso in Giovanni 15,17[36] ("Non prego che tu li tolga dal mondo, ma che li custodisca dal Maligno", ek toù Poneroù, inteso con la iniziale maiuscola). Il termine greco è preceduto dall'articolo determinativo, come è richiesto dai nomi propri di persona o di cosa; tuttavia, i manoscritti, realizzati con la scrittura onciale, ovvero tutta maiuscola, non permettono di distinguere l'iniziale maiuscola che caratterizzerebbe il nome proprio greco. Entrambe le interpretazioni rimangono, dunque, legittime. In maniera non ufficiale, papa Francesco si è espresso a favore della seconda.[37] Anche il Concilio di Trento afferma:[38]

Quasi tutti i verbi sono imperativi aoristi: passivi in terza persona e attivi nella seconda persona singolare. L'aoristo nel greco antico indica un'azione senza tempo e senza confini, una volontà già fatta propria prima dell'azione e un'azione iniziata nel passato e che dura nel presente. Dunque, significa "continua a darci il pane quotidiano" o "non smettere di darci il pane quotidiano", "continui a essere fatta la tua volontà", così come accade anche nel Kyrie eleison.

## Indulgenza
Durante l'anno giubilare 2020-2021 in onore di San Giuseppe, papa Francesco ha concesso l'indulgenza plenaria a chiunque avesse meditato la preghiera del Padre nostro per almeno 30 minuti.

## Legami con l'ebraismo
La preghiera presenta alcune affinità con il Kaddish ebraico, dal quale si distingue principalmente per l'invocazione al "Padre nostro" e per l'uso confidenziale della seconda persona.

## Gnostici
L'idea catara sul padre nostro era che si trattava del cantico di Sion, cioè del ricordo dei canti di lode a Dio degli spirituali quando erano ancora angeli in cielo prima di scendere in terra e che poi il diavolo fece dimenticare mentre li rivestiva del corpo. Il ricordo di questo cantico, e quindi della visione beatifica di Dio, era vista come la reminescenza platonica in cui sarebbe consistito il vero battesimo.

## Testo ecumenico in italiano
Nell'aprile del 1999, si è tenuto a Perugia il primo incontro interreligioso per la definizione di un testo condiviso del "Padre nostro" in lingua italiana.
Nel giugno 2012, è stato ripreso il dibattito fra l'Ufficio per l'Ecumenismo e il Dialogo Interreligioso della C.E.I. (mons. Giuseppe Chiaretti), la Confederazione delle Chiese Evangeliche Italiane presieduta dal pastore battista Domenico Tomasetto e la Sacra Arcidiocesi Ortodossa d'Italia e Malta rappresentata dall'arcivescovo Gennadios Zervós.

## Padre Nostro nell'arte

### Nella musica
- [?]: Pater noster per coro a 6 voci (SATTTB or SATTBB) - Josquin des Prez
- [?]: Pater noster, latino, per coro a 4 voci (STTB) - Adrian Willaert
- [?]: Pater noster, latino, per coro a 8 voci (SSAATTBB) - Jacques Arcadelt
- 1566: Pater noster - Gioseffo Zarlino
- 1573: Pater noster per coro a 4 voci - Orlando di Lasso
- 1575: Pater noster, latino, per coro a 5 voci (SSATB) - Giovanni Pierluigi da Palestrina
- 1585: Pater noster per coro a 6 voci - Orlando di Lasso
- [?]: Pater noster, latino, per coro a 8 voci (SATB.SATB o ATTB.ATTB) - Giovanni Pierluigi da Palestrina
- 1846, 1848: S.21, Pater noster II [prima/seconda versione] - Franz Liszt
- 1850: S.22, Pater noster IV - Franz Liszt
- b. 1860: S.29, Pater noster I - Franz Liszt
- 1869: S.41, Pater noster III [prima/seconda versione] - Franz Liszt
- 1880: Pater noster, volgarizzato da Dante, per coro a 5 parti - Giuseppe Verdi
- 1883: Liturgy of St. John Chrysostom, Op.22: Otche Nash (Отче нашъ) per coro misto senza accompagnamento - Nikolai Rimsky-Korsakov
- 1884–5: Otche nash/Pater Noster - Pyotr Ilyich Tchaikovsky
- 1926: Pater noster, per coro - Igor' Fëdorovič Stravinskij
- 1985: XIII Pater noster, MISSA 'Sine Nomine' Pro Translationi Sancti Olavi per basso solista, celebrante, coro, organo, quartetto d'ottoni e vibrafono - Clive Strutt
- 1992: The Lord's Prayer, per organo e coro -John Serry[47]
- 2013: Pater noster, per coro (a 8 parti, SATB SATB) - Leonardo Schiavo
- 2014: Pater noster, latino, per coro misto a cappella (12 parti) - Francesco Trocchia
- 2014: Pater per orchestra - Francesco Trocchia